# Tlaltizapán
Tlaltizapán de Zapata est une ville de l'État mexicain de Morelos.
La ville sert de siège municipal à la municipalité environnante éponyme. Le toponyme Tlaltizapán vient du nahuatl et signifie tlal-tli (terre), tiza-tl (poudre blanche), pán ("sur" ou "au-dessus") ; "sur terre blanche" ou "pieds sur terre blanche", probablement car la ville est située sur une colline blanche,. « De Zapata » rend hommage au héros de l'Armée de libération du Sud Emiliano Zapata ayant joué un rôle important pendant la révolution mexicaine.
La municipalité de Tlaltizapán de Zapata est limitrophe des municipalités d'Emiliano Zapata, Yautepec de Zaragoza et Ciudad Ayala au nord, des municipalités d'Ayala et Tlaquiltenango au sud, d'Ayala à l'est et de Tlaquiltenango, Jojutla, Zacatepec de Hidalgo, Puente de Ixtla, Xochitepec et Emiliano Zapata à l'ouest. Le siège municipal est situé à une altitude de 950 mètres.
La municipalité a déclaré 52 110 habitants lors du recensement de 2015.

## Histoire

### Histoire préhispanique
Les premiers colons de Tlalticapán étaient des Xochimilcas ; ils ont fondé les villes de Tetela, Hueyapan, Ocuituco, Tepoztlán et Totolapan où ils se sont mêlés à des colons encore plus anciens de Jumiltepec et Nepopolco. À l'époque préhispanique, ces colons étaient les sujets des Aztèques de la vallée du Mexique et leur rendaient hommage.

### Conquête et époque colonial
Pendant l'ère coloniale, Tlaltizapán, comme la plupart des villes de l'État de Morelos, a fait partie du Marquesado del Valle de Oaxaca, du conquistador Hernán Cortés. À l'époque du Marquesado, Tlaltizapán était une ferme équestre créée en 1549, gérée par Pablo de Paz.
Les Dominicains ont construit le monastère de Tlaltizapán vers 1550 de notre ère. Gerhaed date le monastère de 1591, en désaccord avec la date de 1576 sur la façade et une date possible de 1540. Les différences s'expliquent peut-être par l'existence de deux monastères, le premier lié à la chapelle des Indiens et le second à la cour du cloître du monastère actuel.
Il y a des ruines de chapelles d'Indiens abandonnés, qui témoignent de la congrégation au XVIIe siècle. Il y a également des indications que les traditions sanitaires indigènes ont été persécutées par l'Église, comme les rives de la rivière Yautepec qui était une zone de guérisseurs. Vers l'est, il y avait d'importants établissements indigènes comme ceux de San Pablo de Nexpa.

### Indépendance etXIXesiècle
Francisco Ayala, le héros de la guerre d'indépendance du Mexique, a été capturé au ranch Temilpa, situé dans cette municipalité. Ayala était gravement malade de la malaria, et il a été capturé et emmené à Yautepec, où il a été abattu en 1812. Le ranch est en ruines depuis lors.
Lorsque l'État de Morelos a été créé en 1869, Tlaltizapán a été élevé au rang de municipalité.

### Révolution etXXesiècle
Le lundi 2 juin 1916, pendant la révolution mexicaine, le général Emiliano Zapata établit son quartier général à Tlaltizapán afin de combattre les troupes carrancistes. La caserne a été démolie depuis longtemps, mais on peut encore voir l'ancien moulin, transformé en quartier général de l'armée. Les combats ont frappé Tlaltizapán de plein fouet ; 60% de la population a été tuée ou a fui - la population est passée de 8 000 habitants en 1910 à 3 200 en 1921. Les soldats carrancistes massacrent 280 hommes, femmes et enfants le 2 juin 1916, et 250 autres le 13 août de la même année. Des massacres similaires ont peut-être eu lieu en juin et en septembre 1916. Lorsque l'épidémie de grippe espagnole a éclaté en 1918, les soldats carrancistes ont encerclé la ville et n'ont pas permis à la Croix-Rouge mexicaine d'y entrer.
Le 9 mai 1983, le Congrès de l'État a changé le nom de la municipalité en Tlaltizapán de Pacheco en l'honneur de l'ancien gouverneur Carlos Pacheco (1876-1880)[réf. nécessaire].

### XXIesiècle
Alfredo Dominguez Mandujano de Juntos por Morelos (coalition "Ensemble pour Morelos" : PRD-PSD) a été élu Presidente Municipal (maire) le 1er juillet 2018.
L'État de Morelos a signalé 209 cas et 28 décès dus à la pandémie de COVID-19 au Mexique au 27 avril 2020 ; quatre cas ont été signalés à Amacuzac. Les écoles et de nombreuses entreprises ont été fermées de la mi-mars au 1er juin. Le 2 juillet, Tlatltizapán a signalé 18 infections et trois décès dus au virus ; la réouverture de l'État a été repoussée au moins jusqu'au 13 juin. Au 31 août, Tlaltizapán a fait état de 122 cas, 88 guérisons et 31 décès dus au virus. 280 cas ont été signalés au 27 décembre 2020.

## Tourisme et attractions
- Carnaval De Bahidorá 2019, Las Estacas. 15-17 février 2019[10].
- Los Sauces. Écotourisme dans un parc aquatique avec une rivière d'un kilomètre d'eau douce, idéal pour les familles. Animaux et pêche autorisés. Parking, espaces verts, pataugeoire, restaurant, grillades, camping. Location de kayaks[11].
- Parc aquatique de Santa Isabel. Eau de source (22°-24 °C), piscine, pataugeoire, toboggan aquatique, chalets, hôtel, camping, "Gotcha", lac pour petites embarcations[12].

Il y a plusieurs haciendas à Tlaltizapán. La San Miguel Treinta, construite en 1732 par José Francisco de Verástegui. De Verástegui était également propriétaire de Santa Rosa Treinta. Il ne reste que 23 hectares de ces puissantes haciendas. L'église de San Miguel fonctionne toujours et est ouverte au public, et de grandes fêtes sont organisées en l'honneur du saint. San José de Acamilpa a été fondée en 1604 par le Colegio de Cristo et était autrefois un important producteur de canne à sucre. En 1855, elle a produit 2 400 tonneaux de schnaps. Aujourd'hui, c'est un hôtel de villégiature,. Les autres haciendas sont Ticumán, San Francisco et Xochimancas.

### Le monastère San Miguel Arcangel
Le monastère de San Miguel Arcangel de Tlaltizapan a été construit par des membres de l'Ordre dominicain vers 1535. L'église est rectangulaire avec une chapelle latérale située à la croix de l'église. Le plafond est simple, il est soutenu par des arcs et de hautes colonnes. La chapelle latérale se distingue par sa copule octogonale. L'entrée principale à l'ouest est également très simple. La porte est haute et étroite avec un demi-arc. Il y a des pilastres discrets sur les côtés et une corniche au-dessus. Au-dessus, il y a aussi une petite fenêtre en pierre rose. La façade n'a aucune décoration, à l'exception du contrefort massif au sud-ouest et des fondations de la tour à l'angle nord-ouest. La tour est simple et austère. Sur le dessus, il y a un clocher carré avec quatre fenêtres ouvertes. Le deuxième niveau est plus petit et à huit côtés, tandis que le troisième niveau n'est guère plus qu'une tour légère, et le quatrième niveau est encore plus petit. La porte d'accès au monastère comporte deux belles arches, ce qui en fait une entrée luxueuse dans un bâtiment austère. Situé sur le côté nord de l'église, le monastère a deux étages avec un patio central. L'atrium rectangulaire est entouré de plusieurs monuments de la Révolution mexicaine.
Les autres églises historiques sont San José, la Virgen de Guadalupe, San Pedro, Santo Domingo de Guzmán et Santa Rosa de Lima.

### Las Estacas
La réserve naturelle et thermale de Las Estacas appartient à la réserve écologique d'État Sierra de Montenegro-Las Estacas. Elle possède une eau cristalline qui provient d'une source qui produit 7 000 litres (247 pieds cubes) / seconde, formant un bassin de plongée naturel vieux de 10 000 ans. Le nom est dû au fait que, dans le passé, on enfonçait des pieux sur la rive du fleuve pour contrôler l'irrigation. 500 mètres de la rivière, qui forme un affluent de la rivière Yautepec, se trouvent à l'intérieur du parc.
Les visiteurs peuvent nager ou faire de la plongée libre. Ils peuvent également louer un radeau ou un kayak, ou profiter d'une tyrolienne ou encore prendre des cours de plongée avec l'Association professionnelle des instructeurs de plongée. Il y a des possibilités de camping, des cabines et un hôtel.
On pense généralement qu'un film de Tarzan a été tourné à Las Estacas,,, mais le plus proche semble être la production de 1948 de Tarzan et les sirènes, qui a été tournée à Acapulco et dans d'autres lieux du Mexique.

## Communautés
Selon les données statistiques de l'INEGI, la municipalité compte 66 localités, dont 39 sont composées d'établissements de 1 à 49 habitants, 11 localités de 50 à 99 habitants, trois établissements de 100 à 499 habitants, cinq localités de 500 à 999 habitants, quatre établissements de 1 000 à 1 999 habitants, deux établissements de 3 000 à 4 000 habitants, un établissement de 9 893 habitants (le siège municipal). et la plus grande ville de la municipalité est Santa Rosa Treinta avec 16 474 habitants.
La municipalité de Tlaltizapán comprend une ville (le siège municipal de Tlaltizapán), quatre localités urbaines (Santa Rosa Treinta, Ticumán, Huatecalco et Tlaltizapán), de plus de 2 500 habitants chacune, quatre localités semi-urbaines (Acamilpa, Bonifacio García, Temimilcingo et Pueblo Nuevo), dont la population varie de 1 000 à 2 500 habitants, et 58 localités rurales de moins de 1 000 habitants.

## Fêtes et danses
- 14 février, carnaval de Bahidorá à Las Estecas[23]
- Cinq jours avant le mercredi des Cendres, il y a un carnaval à Tlaltizapán. Il comprend des danseurs Chinelos, des jaripeos (taureaux) et des fanfares. Il y a également des activités pendant la Semaine Sainte et le Vendredi Saint[16].
- Le 19 mars, fête de San José, patron d'Acamilpa. Carnaval.
- Le 10 avril, on commémore la mort du général Emiliano Zapata[16].
- Le 4 août, fête de Saint Dominique de Guzmán, patron de Ticumán.
- 13 août, martyrs de Tlaltizapán[16].
- 15 août, fête de la Virgen de la Asunción. Foire de Temimilcingo.
- 29-30 août, fête de Santa Rosa de Lima. Danses et jaripeos (taureaux)[16].
- 29 septembre, fête de San Miguel Arcángel, patron de Tlaltizapán.
- 29 septembre, fête de San Miguel Arcángel, patron de San Miguel Treinta.
- 13 novembre, fête de San Diego à Ticumán[16].
- 12 décembre, fête de Notre-Dame de Guadalupe.
- 23 décembre, 5 km de "Carrera del Pavo" (en anglais : Turkey Trot) pour promouvoir le sport[24].

Il y a huit fanfares à Tlaltizapán.

## Artisanat
Des poupées en céramique, en feutre et en porcelaine sont fabriquées à Huatecalco. Acampilpa est connue pour ses poteries et ses articles de maroquinerie dans la colonie d'El Mirador. À Palo Prieto, des familles fabriquent des paniers, des louches et des cages à oiseaux.

## Nourriture
Mole vert de pipíann, tamales de cenizas, mole rouge de dinde, cecina au fromage, à la crème et à la sauce verte, barbacoa de cabrito (chèvre), pozole au porc ou au poulet, tamales de poisson-chat (élaborés dans des feuilles de totomozcle), et clemole assaisonnée de prunes sauvages ou de tamarin composent la cuisine locale.